# Клет, Карл
Карл Клет (норв. Carl Klæth; 3 июля 1887, Стейнхьер, Нур-Трёнделаг — 16 августа 1966, Стейнхьер, Нур-Трёнделаг) — норвежский гимнаст, серебряный призёр летних Олимпийских игр 1908 года.
На Играх 1908 года в Лондоне Клет участвовал в командном первенстве, в котором его сборная заняла второе место. Он также соревновался в индивидуальном состязании, но его точное место и результат не известны.